# Елизабет (Њу Џерзи)
Елизабет (енгл. Elizabeth) град је у америчкој савезној држави Њу Џерзи. По попису становништва из 2010. у њему је живело 124.969 становника.

## Демографија
Према попису становништва из 2010. у граду је живело 124.969 становника, што је 4.401 (3,7%) становника више него 2000. године.
| Група             | 2000.          | 2010.          |
| Белци             | 32.338 (26,8%) | 22.705 (18,2%) |
| Афроамериканци    | 24.090 (20,0%) | 26.343 (21,1%) |
| Азијати           | 2.830 (2,3%)   | 2.604 (2,1%)   |
| Хиспаноамериканци | 59.627 (49,5%) | 74.353 (59,5%) |
| Укупно            | 120.568        | 124.969        |

## Партнерски градови
- Рибера
- Китами